# Reprezentacja Nowej Kaledonii w piłce nożnej mężczyzn
Reprezentacja Nowej Kaledonii w piłce nożnej członkiem FIFA jest dopiero od 2004, ale mecze zaczęła rozgrywać dużo wcześniej. 
W Pucharze Narodów Oceanii bierze udział od początku, w jego dwóch pierwszych edycjach zajęła trzecie miejsce, natomiast w ostatnich dwóch edycjach (2008 i 2012) zajęła drugie miejsce.
W eliminacjach do Mistrzostw Świata pierwszy raz wzięła udział w 2006 roku, ale nie zakwalifikowała się.
Nowa Kaledonia zajmuje obecnie 2. miejsce w Oceanii OFC (9 lipca 2015). Ich związek piłkarski jest związany z Francuskim Związkiem Piłki Nożnej na warunku podwójnej przynależności klubowej tzn. że ich kluby mogą brać udział w zawodach krajowych, takich jak np. Puchar Francji. Ich reprezentacja ma specjalne porozumienie z FIFA oraz z Francuskim Związkiem Piłki Nożnej na eliminacje do Mistrzostwa świata w piłce nożnej.

## Eliminacje doMistrzostw Świata 2014

### Druga runda
| Miejsce | Drużyna        | Mecze | Punkty | Zwyc. | Rem. | Por. | Bramki |
| ------- | -------------- | ----- | ------ | ----- | ---- | ---- | ------ |
| 1       | Tahiti         | 3     | 9      | 3     | 0    | 0    | 18-5   |
| 2       | Nowa Kaledonia | 3     | 6      | 2     | 0    | 1    | 17-6   |
| 3       | Vanuatu        | 3     | 3      | 1     | 0    | 2    | 8-9    |
| 4       | Samoa          | 3     | 0      | 0     | 0    | 3    | 1-24   |

### Trzecia runda
Trzecia runda kwalifikacji rozgrywana była pomiędzy półfinalistami Pucharu Narodów Oceanii 2012 w terminie od 7 września 2012 do 26 marca 2013. Mecze rozgrywane były systemem "każdy z każdym" mecz i rewanż. Najlepsza drużyna uzyskała awans do barażu interkontynentalnego.
| Miejsce | Drużyna        | Mecze | Punkty | Zwyc. | Rem. | Por. | Bramki |
| ------- | -------------- | ----- | ------ | ----- | ---- | ---- | ------ |
| 1       | Nowa Zelandia  | 6     | 18     | 6     | 0    | 0    | 17-2   |
| 2       | Nowa Kaledonia | 6     | 12     | 4     | 0    | 2    | 17-6   |
| 3       | Tahiti         | 6     | 3      | 1     | 0    | 5    | 2-12   |
| 4       | Wyspy Salomona | 6     | 3      | 1     | 0    | 5    | 5-21   |

## Udział wMistrzostwach Świata
- 1930 – 2002 – Nie brała udziału (nie była członkiem FIFA)
- 2006 – 2022 – Nie zakwalifikowała się

## Udział wPucharze Narodów Oceanii
- 1973 – III miejsce
- 1980 – III miejsce
- 1996 – 2000 – Nie zakwalifikowała się
- 2002 – Faza grupowa
- 2004 – Nie zakwalifikowała się
- 2008 – II miejsce
- 2012 – II miejsce
- 2016 – III/IV miejsce